# José María Macarulla
José María Macarulla Greoles (Ivars d'Urgell, Lérida, 18 de diciembre de 1932 - Bilbao, Vizcaya, 15 de mayo de 2012) fue un catedrático español de Bioquímica de la Universidad del País Vasco-Euskal Herriko Unibertsitatea.

## Biografía
Macarulla se licenció en Ciencias Químicas por la Universidad de Barcelona con premio extraordinario; leyó su tesis doctoral sobre 'Cromatografía de aminoácidos' en la Universidad de Zaragoza e inició su carrera docente en la Universidad de Navarra. Posteriormente se trasladó a la Universidad de Santiago y a la Universidad de Granada, donde accedió a la cátedra de Bioquímica de la Facultad de Farmacia. 
En 1975 se incorporó por traslado libre a la entonces Universidad de Bilbao y continuó durante más de veinte años dando clases en la Facultad de Ciencias de la Universidad del País Vasco-Euskal Herriko Unibertsitatea. Al cumplir 70 años pasó a profesor emérito. Poco antes había ingresado en el Colegio Libre de Eméritos. 
En su larga carrera docente Macarulla dirigió 13 tesis doctorales y 13 de sus colaboradores consiguieron el grado de catedráticos de Universidad. Sin embargo, si por algo es conocido es por su extensa producción de libros de diversos temas relacionados con la docencia de la Bioquímica. Son más de una docena de volúmenes, alguno de los cuales ha alcanzado hasta catorce ediciones. Macarulla ha publicado además más de 120 artículos en revistas científicas internacionales y ha pronunciado más de 400 conferencias en universidades, colegios mayores y otros centros culturales. 
En 2003 se le concedió la gran cruz de la Orden de Alfonso X el Sabio.